# H.E.R.
Gabriella «Gabi» Wilson (Vallejo, California, 27 de junio de 1997), más conocida por su nombre artístico H.E.R. (acrónimo de Having Everything Revealed), es una cantante, compositora y Multinstrumentista estadounidense. Antes de ser conocida como H.E.R., Wilson saltó a la fama por participar en Radio Disney's The Next BIG Thing en 2009. Ella más adelante firmó un acuerdo de grabación con RCA Records a la edad de 14 y lanzó un sencillo, «Something To Prove», bajo su nombre real en 2014. 
Wilson resurgió en 2016 bajo el pseudónimo H.E R., durante el lanzamiento de su EP debut H.E.R. Volume 1. Después ella lanza los EP subsiguientes H.E.R. Volumen 2 (2017), Los Lados B (2017), I Used To Know Her: The Prelude (2018) y I Used To Know Her: Part 2 (2018), estos dos últimos precediendo a su próximo álbum debut. Su álbum de compilación, H.E.R., fue lanzado en octubre de 2017, consistiendo de pistas de la cantante primeros dos EP más seis canciones adicionales. H.E.R. fue nominada a cinco Premios Grammy en la 61.ª entrega de los Premios Grammy en 2019, ganando en las categorías de Mejor Interpretación de R&B y Mejor Álbum R&B.

## Biografía
Gabriella Sarmiento Wilson nació el 27 de junio de 1997 en Vallejo, California. Wilson fue criada en el Área de la Bahía de San Francisco por una madre filipina y un padre afroamericano. Inicialmente, ella fue presentada al público como una niña prodigio, interpretando covers en el piano de Alicia Keys en The Today Show antes de competir en Radio Disney's The Next BIG Thing cuando tenía 12 años de edad.
Con respecto al secreto sobre su identidad, H.E.R. ha dicho: «El misterio es una metáfora de quién soy yo o de quién era yo en el momento de crear el proyecto [...] En ocasiones siento que no nos gusta ser abiertos como personas sobre nuestras emociones o situaciones por las que estamos pasando. En el momento [de la grabación], estaba muy aislada, excepto cuando estaba escribiendo o cuando estaba en el estudio».
Explicó en más detalle: «Soy una voz para las mujeres que sienten que están solas en estas situaciones. Este proyecto provino de la emoción y de eso quiero que se trate, no de cómo me veo o con quién estoy, pero si de la emoción pura y el apoyo a las mujeres». En su entrevista con NPR agregó: «Siento que esta es la era de las anti-estrellas. Realmente solo quería que fuera sobre la música, y alejarme de '¿Con quién está ella? y '¿Qué lleva puesto?'».

## Carrera
Después de firmar con RCA bajo Sony a la edad de 14 años, Wilson lanzó un sencillo en 2014 titulado «Something To Prove» bajo su nombre real.
Re-emergiendo a finales de 2016 con una nueva identidad y su EP debut, H.E.R. Vol. 1, producido por el productor y compositor David «Swagg R'Celious» Harris, Wilson recibió el apoyo de artistas como Usher, Tyrese, Pusha T y Wyclef Jean; Los compañeros de discográfica Alicia Keys y Bryson Tiller ayudaron a correr la voz a través de las menciones en Twitter y diferentes publicaciones. En abril de 2017, Rihanna publicó un clip en Instagram con la canción «Focus» de H.E.R. de fondo. El vídeo ha sido visto más de cinco millones de veces. El apoyo adicional provino de Issa Rae de Insecure y Taraji P. Henson de Empire, Kendrick Lamar, Kylie Jenner y Kendall Jenner. Las canciones H.E.R. Vol. 1 han sido reproducidas en más de 20 millones de veces en Spotify y más de 65 millones de veces en todos los proveedores de reproducción de música en el mundo.
NPR incluyó el EP H.E.R. Vol. 1 en su lista de los «5 álbumes de R&B esenciales que has ignorado». Denominando la música como «R&B lento que se enfoca en los altibajos emocionales», la revista Rolling Stone incluyó H.E.R. en la lista de los «10 artistas que necesitas conocer» como parte de su resumen de marzo de 2017. Y Forbes la nombró como una de las «5 artistas de R&B alternativas a las que debes prestar atención en 2017», informando que, «En el mismo sentido que la enigmática introducción al mundo de The Weeknd, la imagen de H.E.R. sigue siendo un misterio. Sin embargo, su ironía está en que su nombre artístico es un acrónimo de Tener Todo Revelado (Having Everything Revealed)».
Su siguiente EP, H.E.R. Vol. 2 (2017), también producido por Harris, fue lanzado el 16 de junio de 2017 e incluye el sencillo «Say It Again».
Sus notables actuaciones en vivo incluyen los conciertos de BET Experience 2017 en el Staples Center de Los Ángeles junto con Snoop Dogg, Wiz Khalifa, Kid Cudi, Lil Yachty, Rae Sremmurd, Bryson Tiller y Khalid.
Recientemente estuvo de gira con el cantante Bryson Tiller como telonera en el Set It Off Tour, y recientemente concluyó su primera gira como titular, Lights On Tour, en donde promocionó su obra H.E.R. Vol. 2.
Ella lanzó H.E.R. Vol. 2, The B Sides (2017), también producida por Swagg R'Celious el 20 de octubre de 2017 junto con el sencillo titulado «2», lanzado el 13 de octubre de 2017. La música en Vol. 1 fue producido por una persona anónima de YouTube.
Wilson anunció el 12 de septiembre de 2018 que se embarcará en el I Used to Know H.E.R. Tour en apoyo de su último EP I Used to Know H.E.R.: The Prelude, que Wilson ha declarado es un preludio a su próximo álbum debut.
En el evento de clausura de los Juegos Olímpicos de París 2024, Wilson fue la encargada de cantar el Himno Nacional de los Estados Unidos durante la transición de la Bandera Olímpica para los Juegos Olímpicos de Los Ángeles 2028. 

## Estilo musical
Compuesta principalmente por baladas contemporáneas de R&B, las canciones de H.E.R han sido descritas como «material para el duelo de una ruptura que suena vulnerable y seguro a la vez» por Apple Music.

## Discografía

### Álbumes recopilatorios
| Título | Álbum                                                                                         | Mejor posición | Mejor posición | Mejor posición | Mejor posición | Certificaciones |
| Título | Álbum                                                                                         | EUA            | EUA R&B /HH    | EUA R&B        | CAN            | Certificaciones |
| ------ | --------------------------------------------------------------------------------------------- | -------------- | -------------- | -------------- | -------------- | --------------- |
| H.E.R. | - Lanzamiento: 20 de octubre de 2017 - Discográfica: RCA - Formatos: LP, CD, Descarga digital | 23             | 14             | 1              | 58             | - RIAA: Oro     |

### EP
| H.E.R. Volume 1                                                                | - Lanzamiento: 9 de septiembre de 2016 - Discográfica: RCA - Formato: Descarga digital | —   | 28 | 12 | 8 | —  |
| H.E.R. Volume 2                                                                | - Lanzamiento: 16 de junio de 2017 - Discográfica: RCA - Format: Digital download      | 49  | 22 | 7  | — | —  |
| H.E.R. Volume 2, The B Sides                                                   | - Lanzamiento: 20 de octubre de 2017 - Discográfica: RCA - Formato: Descarga digital   | 139 | —  | 19 | — | —  |
| I Used to Know Her: The Prelude                                                | - Lanzamiento: 3 de agosto de 2018 - Discográfica: RCA - Formato: Descarga digital     | 20  | 12 | 1  | — | 89 |
| I Used to Know Her: Part 2                                                     | - Lanzamiento: 2 de noviembre de 2018 - Discográfica: RCA - Formato: Descarga digital  | 87  | 48 | 10 | — | —  |
| "—" indica obras que no entraron en la lista o no fueron lanzadas en la región |                                                                                        |     |    |    |   |    |

### Sencillos

#### Como artista principal
| «Something to Prove»                                                           | 2014 | —   | —  | —  | —  | — | —  |                               |                                 |
| «Pigment»                                                                      | 2016 | —   | —  | —  | —  | — | —  |                               | H.E.R. Volume 1                 |
| «Focus»                                                                        | 2017 | 100 | 45 | 7  | 16 | 1 | —  | - RIAA: Oro                   | H.E.R.                          |
| «2»                                                                            | 2017 | —   | —  | —  | —  | — | —  |                               | H.E.R.                          |
| «Best Part» (con Daniel Caesar)                                                | 2017 | 75  | 32 | 4  | 11 | 1 | —  | - RIAA: Platino - MC: Platino | H.E.R. y Freudian               |
| «My Song»                                                                      | 2018 | —   | —  | —  | —  | — | —  |                               |                                 |
| «This Way» (con Khalid)                                                        | 2018 | —   | —  | 20 | —  | — | —  |                               | Superfly                        |
| «Could've Been» (con Bryson Tiller)                                            | 2018 | 76  | 39 | 6  | 23 | 3 | 31 |                               | I Used to Know Her: The Prelude |
| «Hard Place»                                                                   | 2019 | —   | —  | 15 | —  | — | —  |                               | I Used to Know Her: Part 2      |
| «Fight for You»                                                                | 2021 | —   | —  | —  | —  | — | —  |                               | Judas and the Black Messiah     |
| "—" indica obras que no entraron en la lista o no fueron lanzadas en la región |      |     |    |    |    |   |    |                               |                                 |

#### Como artista invitada
| Título                                                   | Año  | Álbum               |
| -------------------------------------------------------- | ---- | ------------------- |
| «Right Now» (Snakehips con ELHAE, D.R.A.M y H.E.R.)      | 2017 | Sencillos sin álbum |
| «Mine Luv» (BLVK JVCK con H.E.R.)                        | 2017 | Sencillos sin álbum |
| «Go» (Alex da Kid con H.E.R. y Rapsody)                  | 2018 | Sencillos sin álbum |
| «Go 2.0» (Alex da Kid con Jorja Smith, H.E.R. y Rapsody) | 2018 | Sencillos sin álbum |
| «Thursday» (Remix) (Jess Glynne con H.E.R.)              | 2019 | Sencillos sin álbum |
| «Closer» (Saweetie con H.E.R.)                           | 2022 |                     |

#### Otras canciones en listas
| «Against Me»                                                                    | 2018 | —  | 8 | 18 | —  | I Used to Know Her: The Prelude |
| «Feel a Way»                                                                    | 2018 | —  | — | 20 | —  | I Used to Know Her: The Prelude |
| «As I Am»                                                                       | 2018 | —  | — | 21 | —  | I Used to Know Her: The Prelude |
| «Be On My Way (Interlude)»                                                      | 2018 | —  | — | 24 | —  | I Used to Know Her: The Prelude |
| «Gut Feeling» (Ella Mai con H.E.R.)                                             | 2018 | 21 | 9 | 11 | 31 | Ella Mai                        |
| «Carried Away»                                                                  | 2018 | —  | — | 22 | —  | I Used to Know Her: Part 2      |
| "—" indica obras que no entraron en la lista o no fueron lanzadas en la región. |      |    |   |    |    |                                 |

### Otras apariciones
| Título          | Año  | Otro(s) artista(s) | Álbum                                           |
| --------------- | ---- | ------------------ | ----------------------------------------------- |
| «Don't Cry»     | 2018 | Jesper Jenset      | Waves Vol. 1 EP                                 |
| «Still Down»    | 2018 | -                  | Dear White People, Temporada 2 (Soundtrack)     |
| «I Can Feel It» | 2018 | GoldLink           | Uncle Drew (Original Motion Picture Soundtrack) |
| «This Way»      | 2018 | Khalid             | Superfly (Original Motion Picture Soundtrack)   |
| «Gut Feeling»   | 2018 | Ella Mai           | Ella Mai                                        |
| «Feelings»      | 2019 | Deante' Hitchcock  | Just a Sample 2                                 |
| «Come Together» | 2019 | Chris Brown        | Indigo                                          |

## Giras

### Como artista principal
- Lights On Tour (2017)[55]
- I Used To Know Her Tour (2018)[56]

### Como telonera
- Bryson Tiller – Set It Off Tour (2017)[57]
- Chris Brown – Heartbreak on a Full Moon Tour (2018)[58]
- Childish Gambino - This is America Tour (2019)[59]
- Coldplay - Music of the Spheres World Tour (2022)

## Premios y nominaciones
| Año  | Premio                      | Trabajo                         | Categoría                              | Resultado | Ref.   |
| ---- | --------------------------- | ------------------------------- | -------------------------------------- | --------- | ------ |
| 2017 | Soul Train Music Awards     | Ella misma                      | Mejor Artista Nuevo                    | Nominada  | [ 60 ] |
| 2018 | BET Awards                  | Ella misma                      | Mejor Artista Femenina de R&B          | Nominada  | [ 61 ] |
| 2018 | BET Awards                  | Ella misma                      | Mejor Artista Nuevo                    | Nominada  | [ 61 ] |
| 2018 | Soul Train Music Awards     | Ella misma                      | Mejor Artista R&B/Soul Femenina        | Nominada  | [ 62 ] |
| 2018 | Soul Train Music Awards     | «Every Kind of Way»             | Canción del Año                        | Nominada  | [ 62 ] |
| 2018 | Soul Train Music Awards     | «Avenue»                        | Vídeo del Año                          | Nominada  | [ 62 ] |
| 2018 | Soul Train Music Awards     | H.E.R.                          | Álbum/Mixtape del Año                  | Ganadora  | [ 62 ] |
| 2018 | Soul Train Music Awards     | «Focus»                         | Premio Ashford y Simpson de Compositor | Nominada  | [ 62 ] |
| 2018 | Soul Train Music Awards     | «Best Part» (con Daniel Caesar) | Premio Ashford y Simpson de Compositor | Nominada  | [ 62 ] |
| 2018 | Soul Train Music Awards     | «Best Part» (con Daniel Caesar) | Mejor Interpretación de Colaboración   | Ganadora  | [ 62 ] |
| 2019 | Premios Grammy              | H.E.R.                          | Álbum del año                          | Nominada  | [ 63 ] |
| 2019 | Premios Grammy              | Ella misma                      | Mejor artista nueva                    | Nominada  | [ 63 ] |
| 2019 | Premios Grammy              | «Best Part» (con Daniel Caesar) | Mejor interpretación de R&B            | Ganadora  | [ 63 ] |
| 2019 | Premios Grammy              | «Focus»                         | Mejor canción R&B                      | Nominada  | [ 63 ] |
| 2019 | Premios Grammy              | H.E.R.                          | Mejor álbum R&B                        | Ganadora  | [ 63 ] |
| 2019 | iHeartRadio Music Awards    | Artista del Año R&B             | Ella misma                             | Nominada  | [ 64 ] |
| 2019 | iHeartRadio Music Awards    | Mejor Artista Nuevo R&B         | Ella misma                             | Nominada  | [ 64 ] |
| 2019 | Billboard Music Awards      | Artista Top R&B                 | Ella misma                             | Nominada  | [ 65 ] |
| 2019 | Billboard Music Awards      | Artista Top R&B Femenina        | Ella misma                             | Nominada  | [ 65 ] |
| 2019 | Billboard Music Awards      | Álbum Top R&B                   | H.E.R.                                 | Nominada  | [ 65 ] |
| 2020 | MTV Video Music Awards 2020 | H.E.R                           | Mejor Video con Mensaje Social         | Ganadora  | [ 66 ] |
| 2020 | Premios Grammy              | I Used To Know Her              | Álbum del año                          | Nominada  | [ 66 ] |
| 2020 | Premios Grammy              | Hard Place                      | Grabación del año                      | Nominada  | [ 66 ] |
| 2020 | Premios Grammy              | Hard Place                      | Canción del año                        | Nominada  | [ 66 ] |
| 2020 | Premios Grammy              | Could've Been                   | Mejor interpretación R&B               | Nominada  | [ 66 ] |
| 2020 | Premios Grammy              | Could've Been                   | Mejor canción R&B                      | Nominada  | [ 66 ] |
| 2021 | Premios Grammy              | I Can't Breathe                 | Canción del año                        | Ganadora  | [ 66 ] |
| 2021 | Premios Grammy              | Better Than I Imagined          | Mejor canción R&B                      | Ganadora  | [ 66 ] |
| 2021 | Premios Grammy              | Slow Down                       | Mejor canción R&B                      | Nominada  | [ 66 ] |
| 2021 | Premios Óscar               | Fight for You                   | Mejor canción original                 | Ganadora  | [ 67 ] |